# ? (Gaststätte)

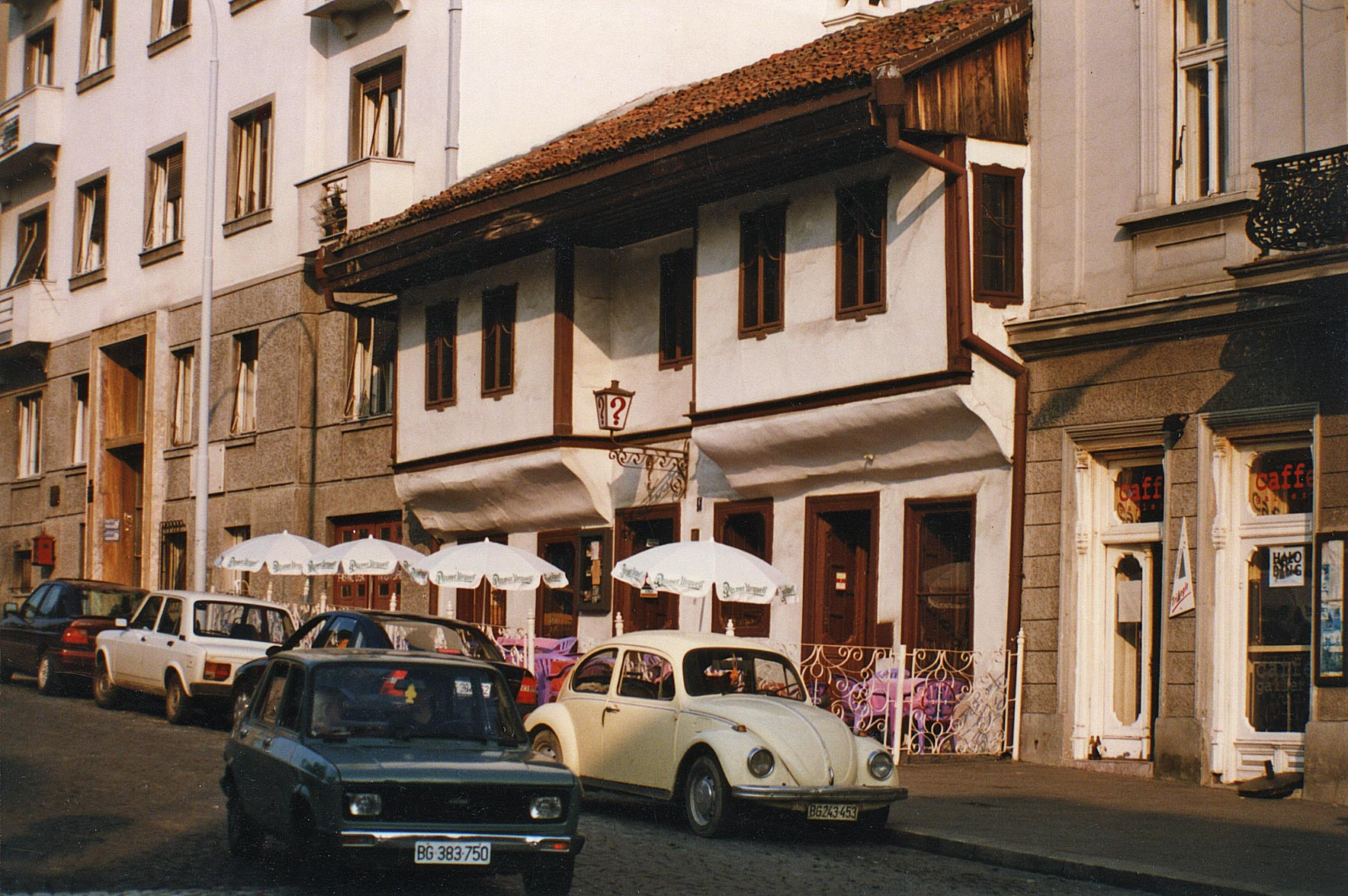
? im Jahr 1995 zwischen moderneren Häusern

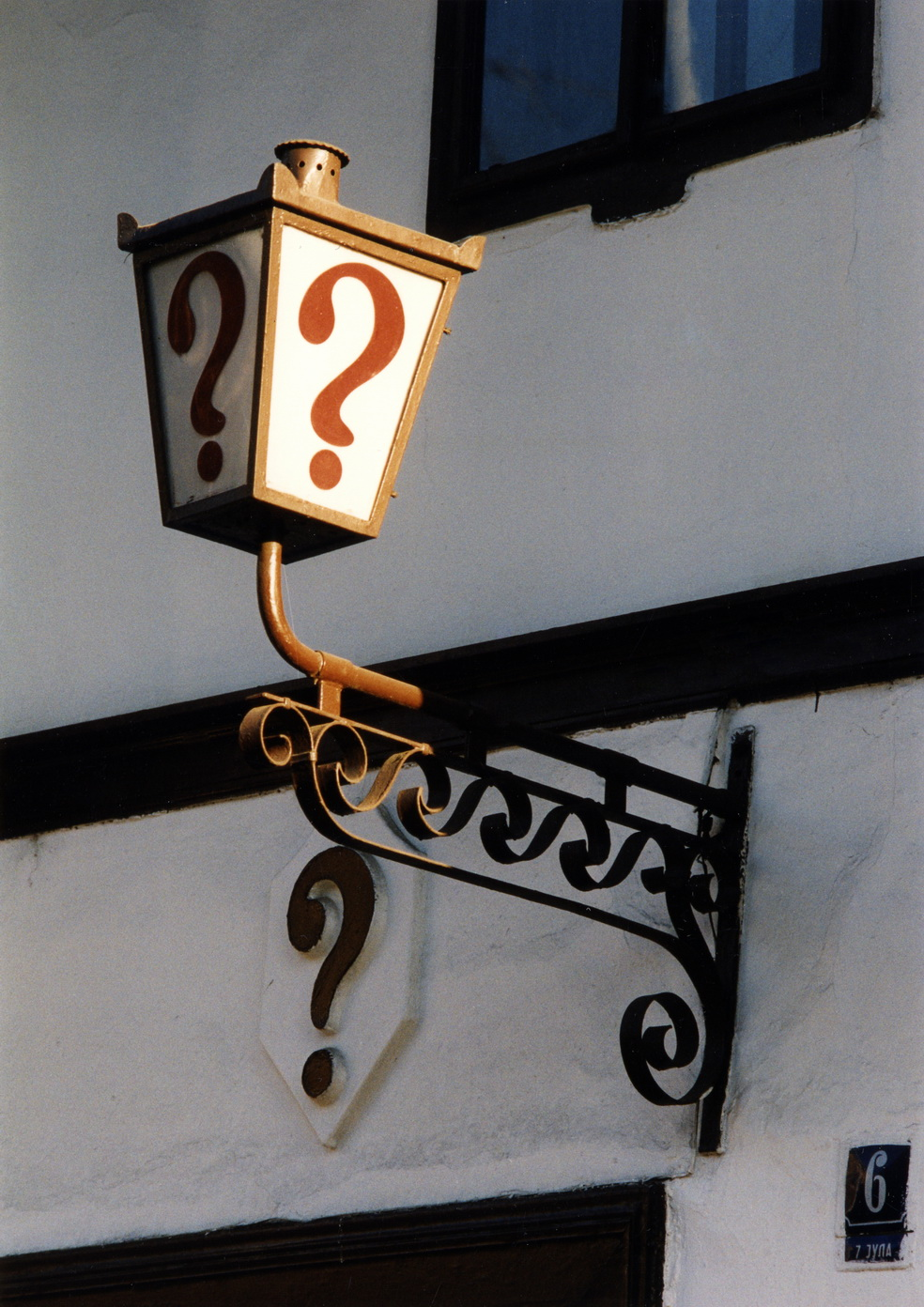
Laterne mit ?

? ist eine denkmalgeschützte Taverne (kafana) in der serbischen Hauptstadt Belgrad in der Straße Kralja Petra Nr. 6. 

## Gebäude
Das Haus, in dem sich die kafana „?“ befindet, wurde 1823 im Balkanstil, mit einer Holzkonstruktion (bondruk) erbaut. Heute ist es eines der ältesten Häuser in Belgrad und eines der wenigen erhaltenen Exemplare der Architektur seiner Art. Es ist ein typisches bürgerliches Haus vom Anfang des 19. Jahrhunderts. Die Anordnung der Räume ist im Großen und Ganzen bis heute unverändert, obwohl das Erdgeschoss mit der Zeit umgebaut wurde.
Durch günstige Umstände und in den 1940er-Jahren das Beharren des damaligen Besitzers, der es zum nationalen Eigentum erklären lassen und ein Museum Belgrader Altertümer einrichten wollte, blieb das Haus über die Jahrhunderte erhalten. Nach Kriegsende 1946 wurde die kafana „?“  tatsächlich zum Kulturdenkmal erklärt. Seitdem wurden mehrmals konservative Arbeiten durchgeführt.

## Name
Das Gebäude, das die Taverne ? beherbergt, wechselte mehrmals den Besitzer und den Namen. Zunächst hieß die Taverne ab 1878 „Kod pastira“ („Zum Hirten“), dann bekam sie 1892 den Namen „Kod Saborne crkve“ („Zur Kathedrale“), aber nicht für lange, denn dieser Name stand nicht im Einklang mit der damaligen Gaststättenverordnung. Auch fanden die Kirchenbehörden, dass es eine Beleidigung für die Institution Kirche darstelle. Der Besitzer brachte als zeitweilige Lösung bis zum Ende der Streitsache, aber auch als Protest, ein Fragezeichen „?“ an. Dieser Name blieb bis heute bestehen.